# الکانتیل
الکانتیل (به پرتغالی: Alcantil) یک سکونتگاه مسکونی در برزیل است که در کشور پارائیبا واقع شده‌است.